# بوتری (داغستان)
بوتری (به لاتین: Butri) یک منطقهٔ مسکونی در روسیه است که در شهرستان آگولسکی واقع شده‌است.